# ティレーノ〜アドリアティコ2010
ティレーノ〜アドリアティコ2010（Tirreno–Adriatico 2010）は、ティレーノ〜アドリアティコの45回目のレース。2010年3月10日から16日まで行われ、最終ステージ終了時点でステファノ・ガルゼッリとミケーレ・スカルポーニが同タイムで並んだが、ステージ毎の積算順位の合計で下回ったガルゼッリがスカルポーニの連覇を阻止する形で初の総合優勝を果たした。

## 参加チーム
- アクア & サポーネ(Acqua & Sapone)
- Ag2r・ラ・モンディアル(Ag2r-La Mondiale)
- アンドローニ・ジョカットーリ(Androni Giocattoli)
- アスタナ(Astana)
- BMCレーシングチーム(BMC Racing Team)
- ケス・デパーニュ(Caisse d'Epargne)
- サーヴェロ・テストチーム(Cervélo TestTeam)
- コルナゴ-CSF・イノックス(Colnago-CSF Inox)
- エウスカルテル・エウスカディ(Euskaltel-Euskadi)
- フランセーズ・デ・ジュー(Française des Jeux)
- ガーミン・トランジションズ(Garmin-Transitions)
- ISD-ネーリ(ISD-NERI)
- ランプレ-ファルネーゼ・ヴィーニ(Lampre-Farnese Vini)
- リクイガス・ドイモ(Liquigas-Doimo)
- オメガファーマ・ロット(Omega Pharma-Lotto)
- クイックステップ(Quick Step)
- ラボバンク(Rabobank)
- チーム・HTC - コロンビア(Team HTC-Columbia)
- チーム・カチューシャ(Team Katusha)
- チーム・ミルラム(Team Milram)
- チーム・サクソバンク(Team Saxo Bank)
- チーム・スカイ(Team Sky)

## 結果

### 総合上位選手
| 区間 | 月日 | スタート － ゴール                                           | km    | 総合1位                  | 時 間          | 総合2位                | 時間差 | 総合3位                    | 時間差 | 総合4位                  | 時間差 | 総合5位              | 時間差 |
| ---- | ---- | ------------------------------------------------------------ | ----- | ------------------------ | -------------- | ---------------------- | ------ | -------------------------- | ------ | ------------------------ | ------ | -------------------- | ------ |
| 1    | 3/10 | リヴォルノ － ロジニャーノ・マリッティモ                     | 148.0 | リーヌス・ゲルデマン     | 3時間36分05秒  | パブロ・ラストラス     | +04秒  | マティ・ブレシェル         | +06秒  | ファビアン・ヴェークマン | +08秒  | カデル・エヴァンス   | +09秒  |
| 2    | 3/11 | モンテカティーニ・テルメ                                     | 165.0 | リーヌス・ゲルデマン     | 7時間50分18秒  | トム・ボーネン         | 同     | パブロ・ラストラス         | +04秒  | パウル・マルテンス       | 同     | アラン・ペレス       | 同     |
| 3    | 3/12 | サン・ミニアート － モンスンマーノ・テルメ                   | 159.0 | ダニエーレ・ベンナーティ | 11時間44分23秒 | リーヌス・ゲルデマン   | +04秒  | トム・ボーネン             | 同     | パブロ・ラストラス       | +08秒  | パウル・マルテンス   | 同     |
| 4    | 3/13 | サン・ジェーミニ － キエーティ                               | 243.0 | ミケーレ・スカルポーニ   | 18時間08分14秒 | ブノワ・ヴォグルナール | +18秒  | レオナルド・ベルタニョッリ | +20秒  | ステファノ・ガルゼッリ   | +24秒  | リゴベルト・ウラン   | 同     |
| 5    | 3/14 | キエーティ － コルムラーノ                                   | 234.0 | ミケーレ・スカルポーニ   | 23時間40分44秒 | ステファノ・ガルゼッリ | +10秒  | マキシム・イグリンスキー   | +15秒  | カデル・エヴァンス       | +18秒  | ロベルト・ヘーシンク | +27秒  |
| 6    | 3/15 | モンテコーザロ － マチェラータ                               | 134.0 | ミケーレ・スカルポーニ   | 26時間59分00秒 | ステファノ・ガルゼッリ | +02秒  | カデル・エヴァンス         | +12秒  | マクシム・イグリンスキー | +22秒  | ロベルト・ヘーシンク | +27秒  |
| 7    | 3/16 | チヴィタノーヴァ・マルケ － サン・ベネデット・デル・トロント | 164.0 | ステファノ・ガルゼッリ   | 30時間51分36秒 | ミケーレ・スカルポーニ | 同     | カデル・エヴァンス         | +12秒  | マキシム・イグリンスキー | +22秒  | ロベルト・ヘーシンク | +27秒  |

### 各区間上位選手
| 区間 | 月日 | スタート － ゴール                                           | km    | 区間1位                          | 時 間         | 区間2位                | 時間差 | 区間3位                    | 時間差 | 区間4位                | 時間差 | 区間5位                      | 時間差 |
| ---- | ---- | ------------------------------------------------------------ | ----- | -------------------------------- | ------------- | ---------------------- | ------ | -------------------------- | ------ | ---------------------- | ------ | ---------------------------- | ------ |
| 1    | 3/10 | リヴォルノ － ロジニャーノ・マリッティモ                     | 148.0 | リーヌス・ゲルデマン             | 3時間36分15秒 | パブロ・ラストラス     | 同     | マティ・ブレシェル         | 同     | ルカ・パオリーニ       | 同     | ヤウヘニ・フタロヴィッチ     | 同     |
| 2    | 3/11 | モンテカティーニ・テルメ                                     | 165.0 | トム・ボーネン                   | 4時間14分13秒 | パウル・マルテンス     | 同     | ダニエーレ・ベンナーティ   | 同     | ロビー・マキュアン     | 同     | ホセ・ホアキン・ロハス       | 同     |
| 3    | 3/12 | サン・ミニアート － モンスンマーノ・テルメ                   | 159.0 | ダニエーレ・ベンナーティ         | 3時間54分09秒 | アレサンドロ・ペタッキ | 同     | ベルンハルト・アイゼル     | 同     | タイラー・ファーラー   | 同     | フアン・アントニオ・フレチャ | 同     |
| 4    | 3/13 | サン・ジェーミニ － キエーティ                               | 243.0 | ミケーレ・スカルポーニ           | 6時間23分47秒 | ブノワ・ヴォグルナール | +14秒  | レオナルド・ベルタニョッリ | 同     | ステファノ・ガルゼッリ | 同     | リゴベルト・ウラン           | 同     |
| 5    | 3/14 | キエーティ － コルムラーノ                                   | 234.0 | エンリコ・ガスパロット           | 5時間32分22秒 | ステファノ・ガルゼッリ | 同     | マキシム・イグリンスキー   | 同     | カデル・エヴァンス     | 同     | ヴィンチェンツォ・ニバリ     | +08秒  |
| 6    | 3/15 | モンテコーザロ － マチェラータ                               | 134.0 | ミハイル・イグナティエフ         | 3時間18分09秒 | ステファノ・ガルゼッリ | +05秒  | カデル・エヴァンス         | 同     | ロベルト・ヘーシンク   | +07秒  | ブノワ・ヴォグルナール       | 同     |
| 7    | 3/16 | チヴィタノーヴァ・マルケ － サン・ベネデット・デル・トロント | 164.0 | エドヴァルド・ボアソン・ハーゲン | 3時間52分36秒 | アレサンドロ・ペタッキ | 同     | サカ・モドロ               | 同     | ベルンハルト・アイゼル | 同     | マッティア・ガヴァッツィ     | 同     |

### 総合成績
|    | 選手名                       | 国籍           | チーム                           | 時間           |
| -- | ---------------------------- | -------------- | -------------------------------- | -------------- |
| 1  | ステファノ・ガルゼッリ       | イタリア       | アクア & サポーネ                | 30時間51分36秒 |
| 2  | ミケーレ・スカルポーニ       | イタリア       | アンドローニ・ジョカットーリ     | 同             |
| 3  | カデル・エヴァンス           | オーストラリア | BMCレーシングチーム              | +12秒          |
| 4  | マキシム・イグリンスキー     | カザフスタン   | アスタナ                         | +22秒          |
| 5  | ロベルト・ヘーシンク         | オランダ       | ラボバンク                       | +27秒          |
| 6  | マイケル・ロジャース         | オーストラリア | チーム・HTC - コロンビア         | +29秒          |
| 7  | ドメニコ・ポッツォヴィーヴォ | イタリア       | コルナゴ-CSF・イノックス         | +33秒          |
| 8  | ヴィンチェンツォ・ニバリ     | イタリア       | リクイガス・ドイモ               | +42秒          |
| 9  | マヌエーレ・モーリ           | イタリア       | ランプレ＝ファルネーゼ・ヴィーニ | +1分04秒       |
| 10 | フランチェスコ・ガヴァッツィ | イタリア       | ランプレ＝ファルネーゼ・ヴィーニ | +1分07秒       |

### 各部門賞
| ポイント賞 | ステファノ・ガルゼッリ           | 32ポイント     |
| 2位        | ダニエーレ・ベンナーティ         | 20ポイント     |
| 3位        | カデル・エヴァンス               | 20ポイント     |
| 山岳賞     | ドミトリ・グラボフスキー         | 20ポイント     |
| 2位        | ディエゴ・カッチア               | 14ポイント     |
| 3位        | フィリッポ・ポッツァート         | 11ポイント     |
| 新人賞     | ロベルト・ヘーシンク             | 30時間52分03秒 |
| 2位        | フレフ・ファンアヴェルマート     | +1分07秒       |
| 3位        | ホセ・ホアキン・ロハス           | +1分17秒       |
| チーム総合 | ランプレ＝ファルネーゼ・ヴィーニ | 92時間39分02秒 |
| 2位        | ケス・デパーニュ                 | +45秒          |
| 3位        | アスタナ                         | +53秒          |